# 해왕성의 고리

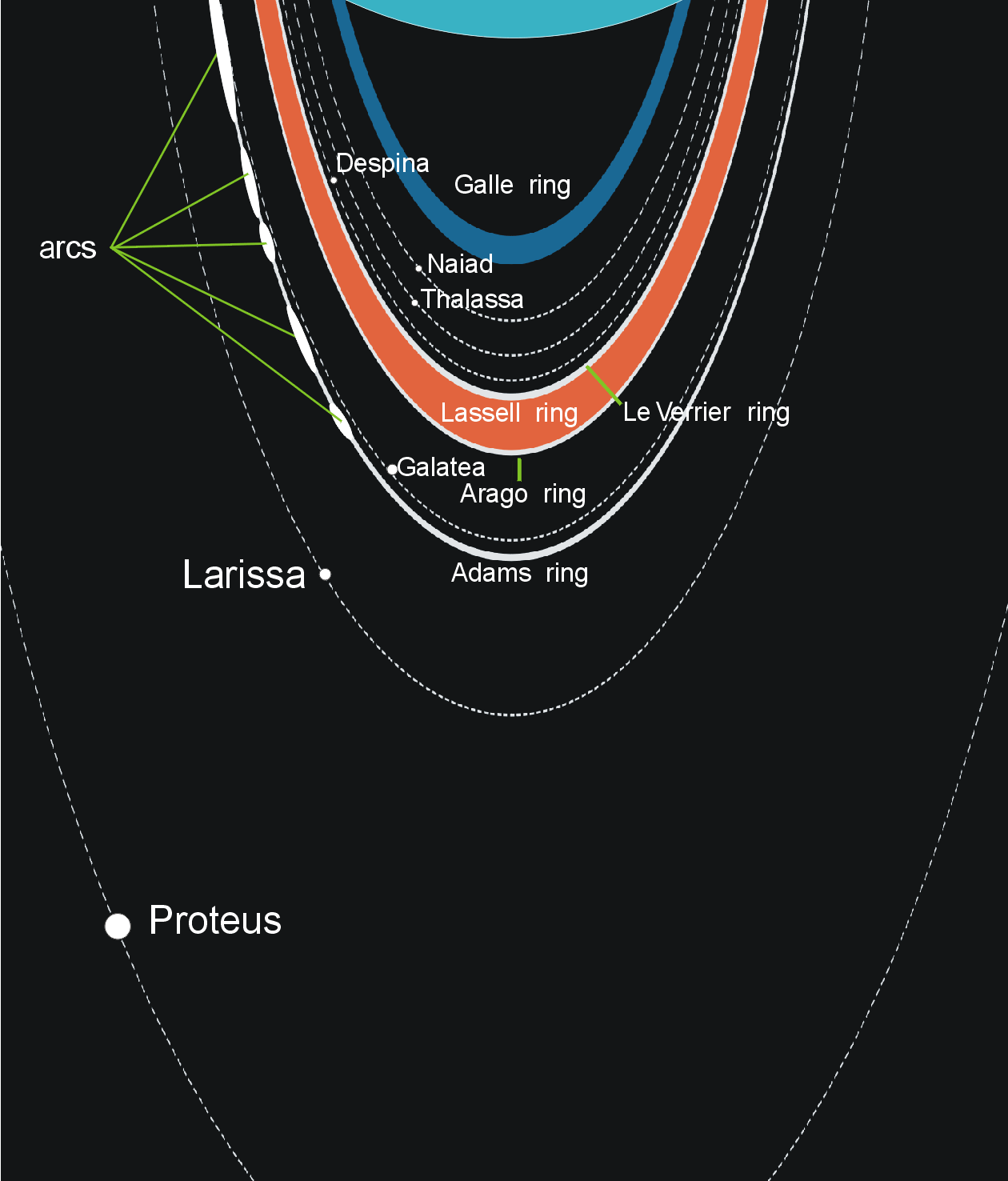
해왕성의 고리와 위성들을 나타낸 도표. 실선은 고리를, 점선은 위성 궤도를 나타낸다.

해왕성의 고리는 6개의 고리로 이루어져 있는데, 이것은 1984년에 앙드레 브라익이 예측하고 1989년에 보이저 2호가 발견했다. 해왕성 고리 구조의 대부분은 목성의 고리처럼 희박하고 희미한 먼지 성분으로 되어 있는데, 천왕성의 고리와 비슷하게, 방사능 처리된 유기 화합물처럼 시커먼 성분으로 이루어져 있다.
고리들은 해왕성의 발견 때 한몫 했던 천문학자들의 이름이 붙여져 안쪽부터 각각 갈레, 르베리에, 라셀, 아라고, 애덤스라고 명명되었다. 이 5개 고리 외에도 위성 갈라테아의 궤도와 일치하는 이름없는 희미한 고리가 하나 더 있으며, 위성 네레이드, 탈라사, 데스피나가 고리들 사이로 공전하고 있다. 특이하게도 애덤스 고리에는 5개의 뚜렷한 원호 구조가 있는데, 이 원호들은 각각 ‘커리지’(Courage; 용기), ‘리베흐테’(Liberté; 자유), ‘에갈리테 1·2’(Egalité; 평등), ‘프라테르니테’(Fraternité; 박애)라고 이름 붙여졌다.